# Општина Ваду Изеј (Марамуреш)
Ваду Изеј (рум. Vadu Izei) општина је у Румунији у округу Марамуреш.
Oпштина се налази на надморској висини од 314 m.